# Zenó de Tars
Zenó de Tars, en llatí Zenon, en grec antic Ζήνων, fou un filòsof grec, nadiu de Tars, fill de Dioscòrides.
Deixeble de Crisip de Soli, al qual va succeir a l'Stoa o escola estoica, va introduir una important variació al sistema estoic, ja que va negar la doctrina de la conflagració a l'Univers, que va alterar notablement tota la filosofia física dels estoics. Va deixar pocs escrits que gairebé no s'han conservat, excepte unes referències no gaire extenses que en fa Diògenes Laerci.